# Хейблок, Эрик
Эрик Виллем Хейблок (нидерл. Erik Willem Heijblok; родился 29 июня 1977 года, Ден-Увер, Виринген, Северная Голландия) — нидерландский футбольный вратарь, завершивший игровую карьеру. Ныне тренер вратарей в футбольной академии «Аякса». В качестве игрока выступал за «Де Графсхап», «Аякс», «Харлем», АЗ и «Волендам».

## Карьера
Эрик Хейблок начал свою футбольную карьеру в молодёжном составе клуба ХВВ «Холландия». В 2003 году Эрик подписал свой первый профессиональный контракт с клубом «Харлем» из одноимённого города. Его дебют в команде состоялся 17 августа 2003 года матче против «Ден Боса», который завершился поражением «Харлема» со счётом 1:3. Всего в составе клуба Хейблок провёл четыре сезона, отыграв за это время в чемпионате Нидерландов 126 матчей.
В мае 2007 года стало известно о том, что амстердамский «Аякс» ищет замену своему вратарю Кеннету Вермеру, которого отдали в аренду в «Виллем II», поэтому клуб решил заключить с Хейблоком контракт до середины 2008 года. В команде Эрик стал третьим вратарём клуба после Мартена Стекеленбурга и Денниса Гентенара. В составе «Аякса» 30-летний голкипер провёл всего один матч, который состоялся в рамках Кубка Нидерландов против клуба «Козаккен Бойз».
После окончания контракта с «Аяксом» Хейблок в качестве свободного игрока перешёл в клуб «Де Графсхап», заключив с клубом трёхлетний контракт. Дебют Эрика состоялся 30 августа 2008 года в матче против НЕК’а, завершившимся поражением «Де Графсхапа» со счётом 2:0. Хейблок сразу стал основным вратарём клуба. 21 декабря 2008 года Эрик сыграл против своего бывшего клуба, амстердамского «Аякса». Домашний матч против «Аякса» стал для Эрика и его клуба настоящим кошмаром, клуб пропустил шесть мячей, а игроки «Де Графсхапа» получили пять жёлтых и одну красную карточку. В дебютном сезоне за клуб Хейблок отыграл в чемпионате Нидерландов сезона 2008/09 34 матча и пропустил 58 мячей.
В конце июня 2009 года Эрик подписал контракт до 2011 года с клубом АЗ из Алкмара, который в сезоне 2008/09 стал чемпионом страны. В новой команде он стал третьим вратарём после аргентинца Серхио Ромео и хорвата Джоуи Дидулица; на счету Хейблока в сезоне 2009/10 был всего один сыгранный матч, состоявшийся 22 сентября в рамка Кубка Нидерландов против дублирующего состава «Аякса». В сезоне 2010/11 Эрик не принял участие не в одном официальном матче клуба, однако выступал за дублирующий состав. В мае 2011 года он продлил контракт с АЗ ещё на два сезона. Летом 2014 года перешёл в клуб «Волендам».

## Достижения
- Обладатель Кубка Нидерландов: 2012/13